# Thainetes tristis
Thainetes tristis är en spindelart som beskrevs av Alfred Frank Millidge 1995. Thainetes tristis ingår i släktet Thainetes och familjen täckvävarspindlar.
Artens utbredningsområde är Thailand. Inga underarter finns listade i Catalogue of Life.